# Rohovce

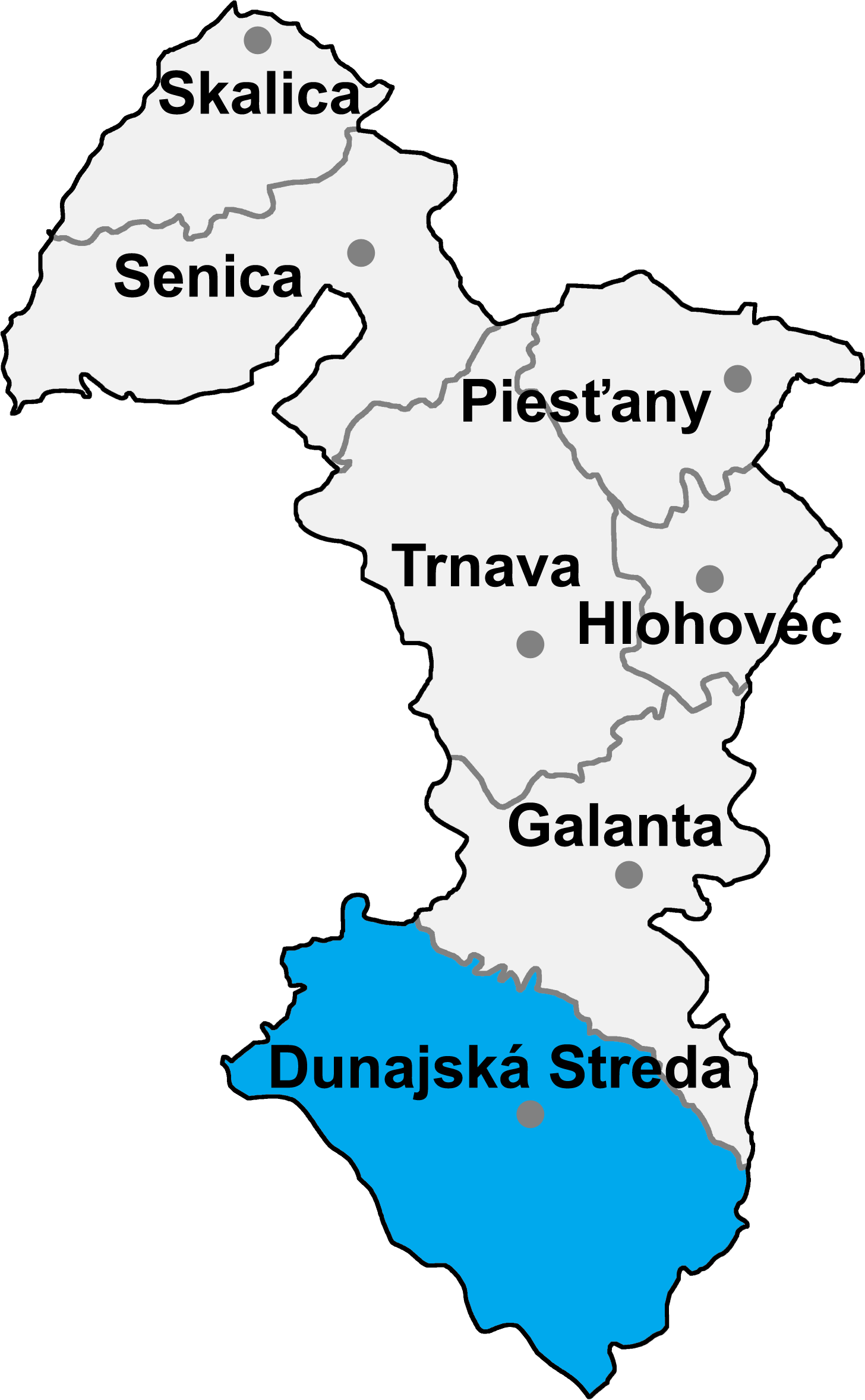
Localização de Dunajská Streda (distrito) na Trnava (região)

O Distrito eslovaco de Rohovce  é um dos sessenta e quatro municípios que formam a Distrito de Dunajská Streda, situada em Região de Trnava, Eslováquia.

## Demografia
| Ano:        | 1994 | 2004   | 2014    | 2024    |
| ----------- | ---- | ------ | ------- | ------- |
| Broj ljudi: | 1018 | 1074   | 1215    | 1073    |
| Razlika:    |      | +5,50% | +13,12% | -11,68% |

| Ano:               | 2023 | 2024   |
| ------------------ | ---- | ------ |
| Número de pessoas: | 1082 | 1073   |
| Diferença:         |      | -0,83% |